# Ronde van Vlaanderen 1955
De 39ste editie van de Ronde van Vlaanderen werd verreden op 27 maart 1955 over een afstand van 263 km van Gent naar Wetteren. De gemiddelde uursnelheid van de winnaar was 35,302 km/h. Van de 203 vertrekkers bereikten er 47 de aankomst.

## Koersverloop
Rik Van Steenbergen viel aan op de Kruisberg waardoor het peloton in stukken viel. Louison Bobet zat in een achtervolgende groep op 3 minuten. Door een gesloten overweg werden de leiders opgehouden. Bij de klim op de Muur van Geraardsbergen kwamen de leidersgroepjes terug samen. Van Steenbergen begon te sprinten van op 500 meter. Bobet en Hugo Koblet bleven in zijn wiel en reden Van Steenbergen uiteindelijk voorbij.

## Hellingen
- Kluisberg
- Kruisberg
- Edelareberg
- Kloosterstraat

## Uitslag
| Ronde van Vlaanderen 1955 |                     |                           |          |
| Plaats                    | Naam                | Ploeg                     | Tijd     |
| Winnaar                   | Louison Bobet       | Bobet - B.P. - Hutchinson | 7u27'00" |
| 2                         | Hugo Koblet         | Faema-Guerra              | z.t.     |
| 3                         | Rik Van Steenbergen | Elve                      | z.t.     |
| 4                         | Bernard Gauthier    | Mercier-Hutchinson        | + 5"     |
| 5                         | Karel De Baere      | Mercier-Hutchinson        | + 22"    |
| 6                         | Jean Bellay         | Mercier-Hutchinson        | z.t.     |
| 7                         | Roger Decock        | Van Hauwaert-Maes Pils    | + 28"    |
| 8                         | Marcel Rijckaert    | Tebag                     | + 33"    |
| 9                         | Germain Derycke     | Alcyon-Dunlop             | z.t.     |
| 10                        | Lode Anthonis       | L'Avenir                  | z.t.     |

1913 · 
1914 · 
1915 · 
1916 · 
1917 · 
1918 · 
1919 · 
1920 · 
1921 · 
1922 · 
1923 · 
1924 · 
1925 · 
1926 · 
1927 · 
1928 · 
1929 · 
1930 · 
1931 · 
1932 · 
1933 · 
1934 · 
1935 · 
1936 · 
1937 · 
1938 · 
1939 · 
1940 · 
1941 · 
1942 · 
1943 · 
1944 · 
1945 · 
1946 · 
1947 · 
1948 · 
1949 · 
1950 · 
1951 · 
1952 · 
1953 · 
1954 · 
1955 · 
1956 · 
1957 · 
1958 · 
1959 · 
1960 · 
1961 · 
1962 · 
1963 · 
1964 · 
1965 · 
1966 · 
1967 · 
1968 · 
1969 · 
1970 · 
1971 · 
1972 · 
1973 · 
1974 · 
1975 · 
1976 · 
1977 · 
1978 · 
1979 · 
1980 · 
1981 · 
1982 · 
1983 · 
1984 · 
1985 · 
1986 · 
1987 · 
1988 · 
1989 · 
1990 · 
1991 · 
1992 · 
1993 · 
1994 · 
1995 · 
1996 · 
1997 · 
1998 · 
1999 · 
2000 · 
2001 · 
2002 · 
2003 · 
2004 · 
2005 · 
2006 · 
2007 · 
2008 · 
2009 · 
2010 · 
2011 · 
2012 · 
2013 · 
2014 · 
2015 · 
2016 · 
2017 · 
2018 · 
2019 · 
2020 · 
2021 · 
2022 · 
2023 · 
2024
Lijst van beklimmingen